# Oliver Spasovski
Oliver Spasovski (en macedonio: Оливер Спасовски; Kumanovo, 21 de octubre de 1976) es un político macedonio, Primer Ministro de Macedonia del Norte desde el 3 de enero hasta el 31 de agosto de 2020. Hasta el 3 de enero de 2020, Spasovski fue Ministro del Interior. Es secretario general de la Unión Socialdemócrata de Macedonia (SDSM). 
Asumió el cargo de primer ministro interino el 3 de enero de 2020, luego de un acuerdo entre los líderes de la SDSM y VMRO-DPMNE, Zoran Zaev y Hristijan Mickovski, para celebrar elecciones parlamentarias anticipadas en abril de 2020 que acabaron celebrándose en julio y desembocaron en el regreso al poder de Zaev.